# USS LST-69
O USS LST-69 foi um navio de guerra norte-americano da classe LST que operou durante a Segunda Guerra Mundial.